# Dénes Szécsi
Dénes Szécsi (Eger, 1400 – Esztergom, 1º febbraio 1465) è stato un cardinale e arcivescovo cattolico ungherese.

## Biografia
Di famiglia aristocratica, era il sesto degli otto figli di Miklós Szécsi e Ilona Garai. Studiò a Vienna e successivamente ottenne la laurea in giurisprudenza all'università di Bologna.
Il 21 aprile 1438 fu nominato vescovo di Nitra e il 5 giugno 1439 fu trasferito alla cattedra di Eger.
Su richiesta della regina Elisabetta di Lussemburgo il 18 dicembre 1439 papa Eugenio IV lo creò cardinale e l'8 gennaio dell'anno successivo ricevette il titolo di San Ciriaco alle Terme Diocleziane.
Il 15 febbraio 1440 fu promosso alla sede metropolitana di Strigonio.
Nello stesso 1440, il 17 luglio, incoronò re Ladislao il Postumo a Székesfehérvár.
Nel 1449 celebrò un sinodo provinciale. Papa Niccolò V confermò a lui e ai suoi successori il titolo di primate d'Ungheria. Papa Callisto III lo nominò suo legato in Ungheria per organizzare una crociata contro i Turchi. Nel 1453 divenne cancelliere del re Mattia Corvino e mantenne l'incarico fino a pochi mesi dalla morte.
Non partecipò a nessuno dei quattro conclavi che si svolsero durante il suo cardinalato.
Morì ad Esztergom e fu sepolto nella cattedrale di Strigonio che aveva fatto ricostruire e alla quale lasciò in eredità la cospicua somma di 8 000 scudi.